# Anticrates agrippina
Anticrates agrippina är en fjärilsart som beskrevs av Edward Meyrick 1930. Anticrates agrippina ingår i släktet Anticrates och familjen Lacturidae. Inga underarter finns listade i Catalogue of Life.